# Konferenz der Vereinten Nationen für Handel und Entwicklung
Die Konferenz der Vereinten Nationen für Handel und Entwicklung, kurz Welthandels- und Entwicklungskonferenz (englisch United Nations Conference on Trade and Development, UNCTAD; französisch Conférence des Nations unies sur le commerce et le développement, CNUCED), ist ein ständiges Organ der Generalversammlung der Vereinten Nationen mit Sitz in Genf.

## Tätigkeiten
Ihr Ziel ist die Förderung des Handels zwischen Ländern mit einem unterschiedlichen Entwicklungsstand (hauptsächlich Industrieländer und Entwicklungsländer). Außerdem soll durch die UNCTAD die Verständigung zwischen Süd und Nord (geographisch gesehen Süd- und Nordhalbkugel) verbessert und eine Neue Weltwirtschaftsordnung erarbeitet werden. Zum Stab der UNCTAD gehören 400 Mitarbeiter, die Vorsitzende ist für eine vierjährige Amtszeit seit September 2021 Rebeca Grynspan aus Costa Rica.
Zur UNCTAD gehören heute alle UN-Mitgliedsländer, deren Vertreter sich alle vier Jahre zu einer Konferenz zusammenfinden. Aktivitäten der UNCTAD werden aber von einem halbjährlich tagenden Handels- und Entwicklungsrat koordiniert. Dieser Rat ist gegliedert in verschiedene Ausschüsse, welche sich dem Arbeitsprogramm entsprechend etwa mit der Armutsbekämpfung, dem internationalen Warenverkehr und der Zusammenarbeit zwischen den Entwicklungsländern befassen. Ein Sonderausschuss überwacht eine „spezielle Abteilung“, welche es den Entwicklungsländern ermöglicht, einen Teil ihrer Warenexporte mit geringerer Zollgebühr in höher entwickelte Länder (vor allem Industrieländer) zu liefern.
Außerdem gibt es derzeit verschiedene Expertengruppen, die sich mit Investitions-, Finanz- und Privatisierungsfragen sowie mit dem Technologietransfer befassen.
Die UNCTAD arbeitet zur Erreichung ihrer Ziele auch mit anderen Organisationen zusammen, so unter anderem mit der Welthandelsorganisation bei Aid for Trade zum Ausbau von Handelskapazitäten.

## Geschichte
Die meisten der (heutigen) Entwicklungsländer waren früher von zumeist europäischen Kolonialmächten besetzt. Diese legten keinen großen Wert auf eine gute Bildung der Bevölkerung ihrer Kolonien. Bodenschätze und Rohstoffe wurden ins Mutterland exportiert, wo eine Veredelung zu höher entwickelten Waren erfolgte – und wo auch der Gewinn verblieb. Dadurch ist der heutige Rückstand gegenüber den Industrieländern zumindest teilweise zu erklären. Nachdem die Dekolonialisierung durch die heutigen Industrieländer erfolgte und mit der Zeit die meisten ehemaligen Kolonien und jetzt unabhängigen Länder in die Vereinten Nationen aufgenommen wurden, übertrafen die Entwicklungsländer schon bald die Zahl der Industrieländer in der UNO.
Es kam zu Beschwerden von den Entwicklungsländern, sie seien gegenüber den Industrieländern benachteiligt und es herrsche eine ungerechte Weltwirtschaftsordnung (WWO). Aufgrund eines Beschlusses der UNO-Generalversammlung (Resolution 1785 (XVII)) traten Vertreter von 77 Nationen zu einer ersten Welthandelskonferenz vom 23. März bis 16. Juni 1964 in Genf zusammen, um die Probleme der internationalen Märkte und des Handels zu diskutieren. Aufgrund der vielversprechenden Ergebnisse beschloss die UN-Generalversammlung, dies zu einer ständigen Einrichtung mit eigener Organisation werden zu lassen. Es entstand am 30. Dezember 1964 die UNCTAD in Genf.
 1993 wurde das zuvor 1974 gegründete United Nations Centre on Transnational Corporations (UNCTC, deutsch: Zentrum der Vereinten Nationen für transnationale Unternehmen), das sich mit allen Belangen hinsichtlich internationaler Unternehmen und länderübergreifender Direktinvestitionen befasste, als Division on Investment, Technology and Enterprise Development (deutsch etwa: Abteilung für Investitionen, Technologie und Unternehmensentwicklung) in die UNCTAD integriert.

## Konferenzen
Bis heute fanden fünfzehn Konferenzen der UNCTAD statt:
1. Konferenz in Genf (23. März–16. Juni 1964); Präsident der Konferenz war Abdel Moneim El Kaissouni aus Ägypten.
2. Konferenz in Delhi (1. Februar–29. März 1968)
3. Konferenz in Santiago de Chile (13. April–21. Mai 1972)
4. Konferenz in Nairobi (5.–31. Mai 1976)
5. Konferenz in Manila (6.–29. Mai 1979)
6. Konferenz in Belgrad (6. Juni–2. Juli 1983)
7. Konferenz in Genf (9. Juli–3. August 1987)
8. Konferenz in Cartagena (Kolumbien) (8.–25. Februar 1992)
9. Konferenz in Midrand (27. April–11. Mai 1996)
10. Konferenz in Bangkok (12.–19. Februar 2000)
11. Konferenz in São Paulo (13.–18. Juni 2004)
12. Konferenz in Accra (20.–25. April 2008)
13. Konferenz in Doha (21.–26. April 2012)
14. Konferenz in Nairobi (15.–18. Dezember 2016)
15. Konferenz auf Barbados (3.–7. Oktober 2021, teils online)

## Generalsekretäre
| Foto                  | Name                  | Staat       | Amtszeit                  |
| --------------------- | --------------------- | ----------- | ------------------------- |
| Raúl Prebisch         | Raúl Prebisch         | Argentinien | 1963–1969                 |
| Manuel Pérez-Guerrero | Manuel Pérez-Guerrero | Venezuela   | 1969–1974                 |
|                       | Gamani Corea          | Sri Lanka   | 1974–1984                 |
|                       | Alister McIntyre      | Grenada     | 1985 (kommissarisch)      |
|                       | Kenneth Dadzie        | Ghana       | 1986–1994                 |
|                       | Carlos Fortin         | Chile       | 1994–1995 (kommissarisch) |
| Rubens Ricupero       | Rubens Ricupero       | Brasilien   | 1995–2004                 |
|                       | Carlos Fortin         | Chile       | 2004–2005 (kommissarisch) |
| Supachai Panitchpakdi | Supachai Panitchpakdi | Thailand    | 2005–2013                 |
| Mukhisa Kituyi        | Mukhisa Kituyi        | Kenia       | 2013–2021                 |
| Rebeca Grynspan       | Rebeca Grynspan       | Costa Rica  | seit 2021                 |

## Ziele
Impulse für die Zusammenarbeit mit den Entwicklungsländern zu geben:
- Förderung des Außenhandels
- Erweiterung der verarbeitenden Industrie
- Besserer Marktzugang
- Erfüllung der Entwicklungshilfe-Pläne (0,7 % des BIP für Entwicklungshilfe von den Industriestaaten)
- Neue Weltwirtschaftsordnung (NWWO)
  - Erklärung der UN-Vollversammlung 1974